# Empidonax oberholseri
Az Empidonax oberholseri a madarak (Aves) osztályának a verébalakúak (Passeriformes) rendjébe és a királygébicsfélék (Tyrannidae) családjába tartozó faj.

## Rendszerezése
A fajt Allan R. Phillips amerikai ornitológus írta le 1939-ben. Tudományos faji nevét Harry Church Oberholser amerikai ornitológus tiszteletére kapta.

## Előfordulása
Kanada, az Amerikai Egyesült Államok, Mexikó és Guatemala területén honos. A természetes élőhelye mérsékelt övi erdők erdők, szubtrópusi és trópusi száraz erdők, valamint cserjések. Vonuló faj.

## Megjelenése
Testhossza 13–15,2  centiméter, testtömege 9,3–11,4 gramm.

## Életmódja
Rovarokkal táplálkozik.

## Természetvédelmi helyzete
Az elterjedési területe rendkívül nagy, egyedszáma viszont csökkenő. A Természetvédelmi Világszövetség Vörös listáján nem fenyegetett fajként szerepel.